# Елисеева, Надежда Егоровна
Надежда Егоровна Елисеева (18 сентября 1989, Чурапчинский улус, Якутская АССР) — российская лыжница и биатлонистка, чемпионка России по биатлону. Мастер спорта России по лыжным гонкам (2008) и биатлону (2015).

## Биография
Начала заниматься лыжным спортом в Хатассах и Якутске под руководством отца, а с 2006 года в Новосибирске у Виктора Васильева. В 2008 году выполнила норматив мастера спорта по лыжным гонкам. В 2009 году получила травму ноги и была вынуждена приостановить карьеру.
В начале 2010-х годов перешла в биатлон. Представляла Якутию, параллельным зачётом Забайкальский край, позднее — Новосибирскую область. Тренировалась под руководством отца, также при участии В. Н. Польховского, С. Н. Басова. Становилась победительницей региональных соревнований Забайкалья.
В 2013 году стала чемпионкой России в патрульной гонке в составе сборной Новосибирской области.
Осенью 2013 года завершила профессиональную карьеру. Некоторое время работала в органах МВД и принимала участие в ведомственных соревнованиях. Участвовала в эстафете олимпийского огня в Якутске. Затем в течение нескольких лет проходила лечение от онкологического заболевания.